# Pachyptila salvini
El pato petrel de Salvin (Pachyptila salvini) es una especie de ave procelariforme de la familia de los Procellariidae propia del océano Índico austral y el Pacífico suroccidetal.

## Taxonomía
El pato-petrel de Salvin pertenece al género Pachyptila, a la familia biológica Procellariidae y al orden Procellariiformes. Son aves pequeñas y por lo general se alimentan únicamente de zooplancton; sin embargo, como miembro de los Procellariiformes, comparte ciertas características distintivas con las demás especies de su orden. En primer lugar, tienen fosas nasales que se entrelazan con el pico superior, aunque en el caso del petrel de pico ancho y del azulado, se encuentra por encima de éste. Los picos de todos los Procellariiformes también son únicos, ya que se dividen en entre siete a nueve placas córneas. Producen un aceite estomacal hecho de cera de éster y triglicéridos, que luego se almacena en los proventrículos y que puede utilizarse contra los depredadores; también es una fuente de alimento rica en energía para los pollos, e incluso los seres humanos pueden utilizarlo para sobrellevar vuelos en avión. Por último, poseen una glándula salina situada entre las fosas nasales y que ayuda a remover la sal de su cuerpo, acumulada debido a la gran cantidad de agua marina que absorben. Gracias a la glándula, pueden excretar grandes cantidades de solución salina mediante la nariz.

### Subespecies
El pato-petrel de Salvin tiene dos subespecies:
- Pachyptila salvini salvini, que vive en las Islas del Príncipe Eduardo y en las Islas Crozet.[7]
- Pachyptila salvini macgillivray, que habita la Isla de San Pablo y en la Isla de Ámsterdam.[7]

## Etimología
Pachyptila, la palabra, proviene del vocablo griego pakhus y ptilon. Pakhus significa "grueso" o "sólido", y ptilon significa "pluma". Por su parte, la palabra "prion" proviene del griego priōn, que quiere decir "serrucho", en referencia a los extremos serruchados de su pico. El nombre de la especie proviene del ornitólogo británico Osbert Salvin.

## Descripción
El pato petrel de Salvin es un ave pequeña, de veintinueve centímetros de largo, con plumaje gris y blanco y pico azul. Al igual que el prion de Forster, tiene el pico adaptado especialmente para filtrar en agua de mar al alimentarse. 

## Comportamiento

### Reproducción

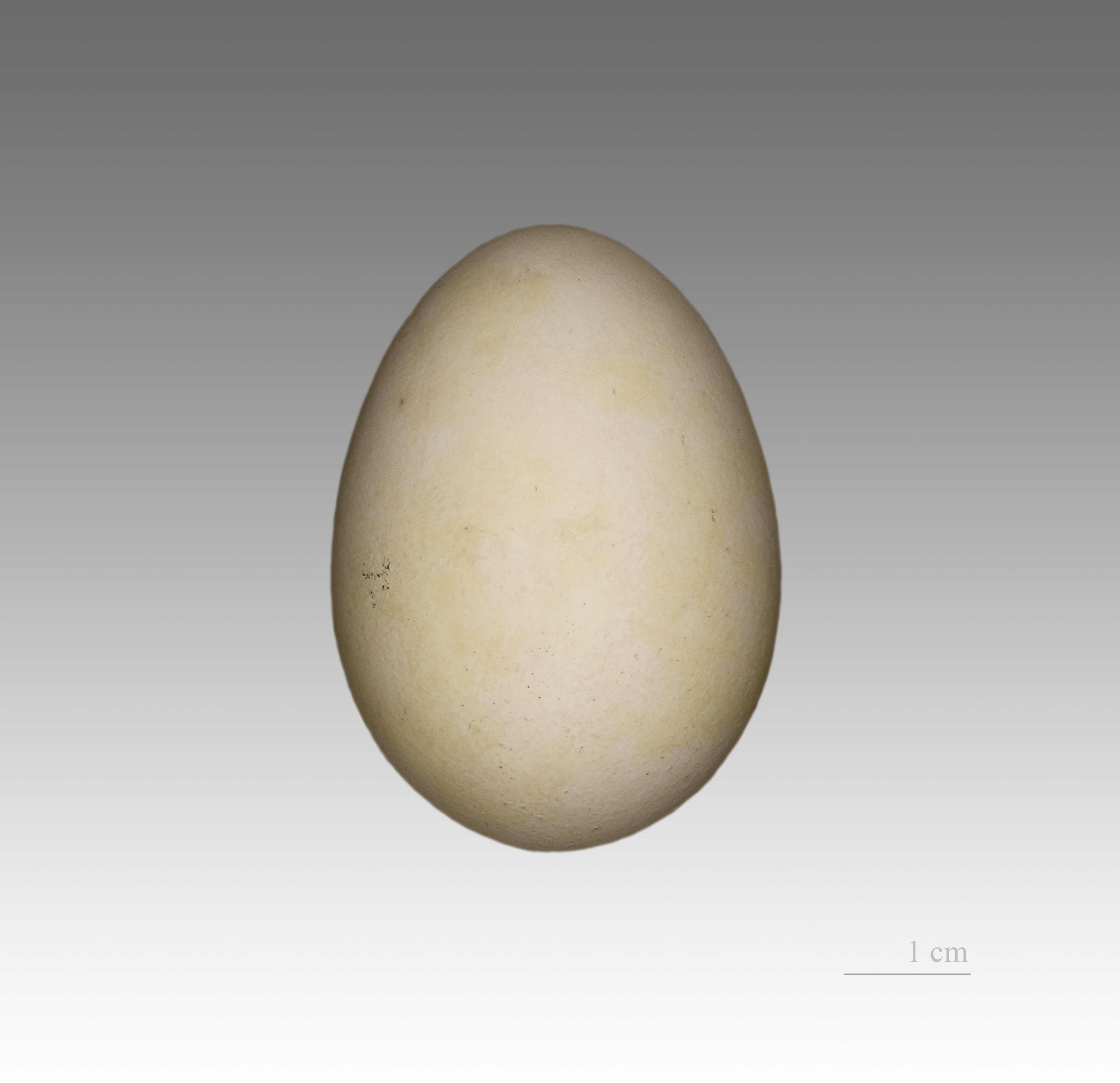
Huevo de Pachyptila salvini

Este pequeño animal vive en colonias, en las islas subantárticas al sur del Océano Índico. Los individuos se reúnen en colonias durante la noche para evitar a sus depredadores, los págalos. Anidan en madrigueras construidas en la tierra varios meses antes de la reproducción; a fines de noviembre o principios de diciembre, la hembra deposita un único huevo en el nido, el cual es incubado durante los siguientes cincuenta días. Ambos padres se encargan de empollar el huevo y alimentan al pichón cuando es pequeño, hasta aproximadamente los sesenta días, cuando es capaz de alimentarse por sí mismo.

### Alimentación
Se alimenta principalmente de anfípodos y krill, aunque también puede comer peces y camarones. Los obtiene directamente del agua, ya sea sumergiéndose o pescándolos durante el vuelo.

## Distribución geográfica y hábitat
El pato-petrel de Salvin vive principalmente en la Île aux Cochons, Islas Crozet, donde se estima una población de cuatro millones de parejas. Se han registrado otras colonias en las Islas del Príncipe Eduardo, en la Isla de San Pablo y en la Isla de Ámsterdam. En el océano, se distribuyen desde Sudáfrica hacia el este, hasta Nueva Zelanda.

## Conservación
No se la considera un ave en peligro de extinción. Aunque en algunas islas ha disminuido el número de individuos debido a la introducción en ellas de ratas y gatos salvajes, la población mundial se estima en doce millones de petreles-paloma de pico ancho. En consecuencia, están clasificados como "especie bajo preocupación menor".